# 米格迪亞峰
米格迪亞峰（西班牙語：Penyal des Migdia）是西班牙的山峰，位於巴利阿里群島的馬略卡島，處於馬佐爾峰以南，屬於特拉蒙塔納山脈的一部分，海拔高度1,401米。